# Дзета Щита
ζ Щита (лат. ζ Scuti / ζ Sct) — спектрально-двойная звезда в созвездии Щита на расстоянии приблизительно 191 светового года от нас. Главный компонент, ζ Щита А, — холодный жёлтый гигант спектрального класса G.

## Исследования
По этой звезде проводились следующие исследования:
- Orbital elements of the spectroscopic binary Zeta Scuti.